# Pancratius Grueber
Pancratius Grueber (Gruber) byl německý pozdně gotický řezbář a malíř aktivní v letech 1499 - 1517.

## Život a dílo

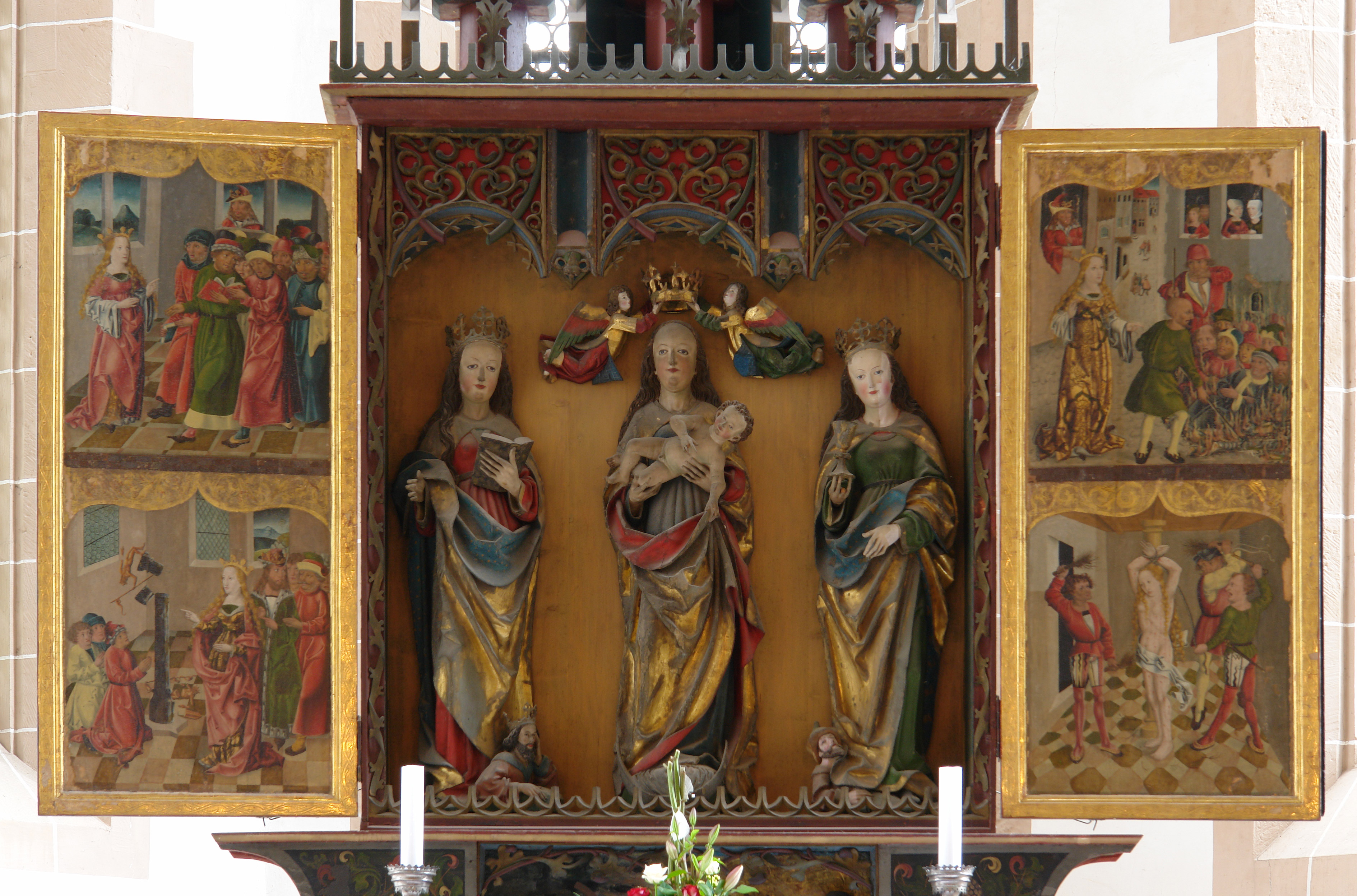
Großenhainský oltář

Pancratius Grueber měl dílnu v Großenhainu poblíž Míšně.
Je autorem křídlového oltáře pro kostel sv. Kateřiny v Großenhainu. Střed oltáře tvoří skříň se sochami Panny Marie korunované anděly, sv. Kateřinou a ?světicí), křídla oltáře zobrazují čtyři scény ze života a umučení sv. Kateřiny.

### Známá díla
- 1499 Křídlový oltář pro Katharinenkirche, Großenhain, nyní v Schlosskirche, Chemnitz
- 1511 Třídílný oltář, Ponickau[1]
- 1517 Křídlový oltář pro kostel v Merschwitz (sochy Panny Marie, sv. Petra a Jana Křtitele)
- 1509 Mísa s hlavou Jana Křtitele, původně kapucínský klášter v Roudnici nad Labem, nyní Národní galerie v Praze[2]